# 武裝神姬
《武裝神姬》是日本科樂美數位娛樂所販售MMS人物模型系列，以及同名的系列遊戲、动畫和漫畫。

## MMS人物模型的概要與特徵

### 概要
MMS（Multi Movable System）模型是科樂美所發售的可動式人物模型素體（在這裡指的是頭部以外的身體部位），簡稱MMS，原型製作為淺井真紀。

### 特徵
MMS人物模型的高度大約15cm，頭部、肩膀、手臂（迴轉軸）、手肘、手腕、胸部、大腿關節、大腿（迴轉軸）、膝蓋以及腳踝等部位可以自由轉動。為了讓腹部的比例對稱而沒有一般的動作模型一樣的腰關節，而大腿關節有一個將腿部拉出來的特殊關節，而不需改造就可以擺出體育坐姿。相反地一般的動作模型所追求的張開腳的動作難以應付。手臂、手腕、腿部位的連接墊片相當地狹小，必須使用附贈的墊片才能換裝武裝零件。
現在機械的要素較多的少女體型Ver1素體較為普及，機械的要素較少的Ver2素體即將登場（NAKED的素體販售未定）。
即使是同樣版本的MMS素體部位零件多少有所差異，並非每一個版本零件形狀一致。再者，因為由於每一彈的形狀上的差異以及更新與改版的名稱並不存在。『武裝神姬發售最初的產品版本』為基礎『Ver.○「改」』皆為暫稱。

## 武裝神姬人物模型

### 概要
武裝神姬是擁有獨自的頭部的MMS人物模型，以及可以選擇武裝套件的動作模型系列。選擇性套件的連結處全系列共通，可以裝入其他套件。
每一代負責人物設計的繪師以及設計師皆不同，在正式的寫法為第○彈。商品分為下列三種。
- 完整套件（フルセット）[3]

包括已經完成的MMS素體、武裝零件以及支架。所有的神姬MMS素體到頭部零件皆為原創。每一個神姬在身體部分類似緊身衣的塗裝。在每一彈的主題皆有兩者相對的主題存在，例如：「天使和惡魔」「犬和貓」。
附贈的支架台座可以放置裝飾品，以及細小零件的收納。
- 擴充武器套件（EXウェポンセット）

從第2彈開始連完整套件一起同時販售，每次發售一種。
包含了MMS頭部零件、武裝零件、頭部用胸像零件等，不包括素體。
- 輕武裝套件（ライトアーマーセット）

- MMS NAKED

MMS單色素體系列。附贈大小不相同的胸部零件以及簡易支架，以及頭部零件採用了未塗裝的頭部。
分為白色（WHITE）、黑色（BLACK）、皮膚色（FLESH）三種顏色。至2007年6月底止，為了對應皮膚的顏色不同的神姬而開始販售FLESH Ver.2以及FLESH Ver.3。
然後不論是完整套件以及擴充武器套件皆附贈一組與購買的人物模型一樣的序號，可以在「神姬NET」遊戲服務上使用。

### 已發售的商品
配音員為「武裝神姬 戰鬥輪舞曲」的擔任配音員。

#### 第一彈
2006年9月7日發售。
完整套件
天使型MMS 安瓦爾（配音員：阿澄佳奈）
惡魔型MMS 史特拉芙（配音員：茅原實里）
- 人物設計：
- 基礎色：白色／黑色
- 素體版本：Ver.1

由科樂美公司的軍武娘的設計師來擔任設計。
- Arnval&Strarf／重塗裝版

2006年12月科樂美與電擊HOBBYMAGAZINE的協作計畫，重塗裝版與普通版完全相反的色調（A安瓦爾：白色→黑色、史特拉芙：青色→白色）塗裝，重塗裝版新增更換表情零件、特製小冊子、擴充連結零件等（第五彈之前的樣式）。附贈與普通版不一樣的序號，在BATTLE RONDO兩著素體的能力由所差異。（人物模型已經結束販售，自2007年5月31日起在神姬NET開始販售虛擬道具版本。）
雖然重塗裝版與普通版再版同時生產，但是普通版並未附贈擴充連結零件。

#### 第二彈
2006年9月28日發售。
完整套件
犬型MMS 嚎靈（配音員：喜多村英梨）
貓型MMS 貓超（配音員：橋本麻衣）
- 人物設計：BLADE
- 基礎色：綠色／橙色
- 素體版本：Ver.1改

- 嚎靈&貓超／重塗裝版

科樂美與電擊HOBBYMAGAZINE的協作計畫第二彈，於2007年夏季販售，以漫畫版《武裝神姬2036》登場式樣限定版。在「Chara-hobby2007」展覽中先行販售，後來在電擊HOBBY屋與Konamistyle數量限定通信販賣。
重塗裝版商品式樣，擁有泳裝風格的素體以及新造型的頭部、手以及尾巴等，使用塑膠簡易包裝。素體為Ver.1「改」，普通版的嚎靈與貓超肩膀形狀變更成像第六彈一樣的圓潤感。
擴充武器套件
兔型MMS 瓦菲芭妮（配音員：笹川亞矢奈）
- 人物設計：
- 基礎色：黑色

#### 第三彈
2006年12月7日發售。
完整套件
騎士型MMS 賽佛絲（配音員：澤城美雪）
武士型MMS 紅緒（配音員：門脇舞以）
- 人物設計：篠房六郎
- 基礎色：藍色／紅色
- 素體版本：Ver.1

擴充武器套件
聖誕型MMS 楚格兒/津輕（配音員：釘宮理惠）
- 人物設計：GOLI
- 基礎色：紅色

原beatmania IIDX登場人物“菱宮津輕”，月曆插畫的設計武裝模型化。最大的特徵是像戰鬥機一樣變成巡航形態（類似馴鹿的雪橇）。同時加入了Ball Joint的擴充關節。
- Blue Xmas ver.

2007年12月13日慶祝BEMANI系列十週年，Konamistyle專門販售預定。重塗裝版的配色以藍色為基礎，附贈與神姬NET相同設計的MMS素體。

#### 第四彈
2007年2月22日發售。
完整套件
種型MMS 茱維吉（配音員：名塚佳織）
花型MMS 姬兒妲莉雅（配音員：小林沙苗）
- 人物設計：OKAMA
- 基礎色：桃色／水色
- 素體版本：Ver.1

擴充武器套件
火器型MMS 朵芙布萊克（配音員：柚木涼香）
- 人物設計：柳瀬敬之
- 基礎色：卡其色

#### 第五彈
2007年5月31日發售。
完整套件
賽蓮型MMS 優克蘭緹（配音員：加藤英美里）
人魚型MMS 伊雅涅拉（配音員：井上麻里奈）
- 人物設計：間垣亮太
- 基礎色：紫色／象牙色
- 素體版本：Ver.1

- Eukrante&Ianeira／重塗裝版

擴充武器套件
海豚型MMS 瓦菲德爾芬（配音員：清水香里）
- 人物設計：
- 基礎色：黑色

#### 第六彈
2007年8月30日發售。
完整套件
寅型MMS 緹格里絲（配音員：植田佳奈）
丑型MMS 葳特露絲（配音員：桃井晴子）
- 人物設計：清水榮一+下口智裕
- 基礎色：紅色／白色
- 素體版本：Ver.1「改」

擴充武器套件
工程機型MMS 葛拉普拉布（配音員：生天目仁美）
- 人物設計：鬼頭榮作
- 基礎色：黃色

#### 第七彈
2007年11月29日發售。
完整套件
高速載具型MMS 雅可（配音員：堀江由衣）
高機動載具型MMS 依妲（配音員：田村由香里）
- 人物設計：CHOCO
- 基礎色：深紅色／翡翠色
- 素體版本：Ver.1「改」

雙方素體具備了武裝變形成三輪摩托車的能力，高速型的Ach後輪，以及高機動型的Yda前輪兩者正好相對的設計。
Ach的名字來源是從希臘神話的英雄阿奇斯（阿奇里斯→Achilles→型號ACH111es），而Yda的名字來源是從婆羅門教的韋馱天（韋駄天→イーダテン→型號YDA-010）。
- 雅可&依妲／重塗裝版

科樂美與電擊HOBBYMAGAZINE的協作計畫第四彈，於2008年4月25日開始在電撃屋ホビー館網站接受預訂（將於同年6月25日截止），預計發售時間為同年10月末或11月初。
與協作計劃第三彈的Eukrante&Ianeira重塗裝版全部採用黑色相反，Ach和Yda的重塗裝版全部採用了珍珠白色。
擴充武器套件
蝶型MMS 修梅塔林格（配音員：野川櫻）
- 人物設計：
- 基礎色：櫻色

由負責擔任FIGUMATE COMPLETE的插圖的擔任設計。
將蝴蝶作為基礎設計成偶像風格的服裝（附贈麥克風）以及條紋花樣的內褲零件，並且附加寵物機器人･兔寶寶（兔寶寶可以分解裝在本體上）。
Schmetteling的名字來源是德語蝴蝶（Schmetterlinge）之意。

#### 第八彈
於2008年4月5日發售。
完整套件
戰車型MMS 茱梅迪雅（配音員：淺野真澄）
戰鬥機型MMS 飛鳥（配音員：藤田咲）
- 人物設計：島田文金
- 基礎色：鈍色（日语：鈍色）／生成色（日语：色名一覧 (き)）
- 素體版本：Ver.1「改」

與第一彈同樣是由負責設計的第八彈完整套件。大量加入了軍武娘的風格。由於飛鳥與Murmeltier兩者質量上有所差異，各自的價格不同。
Murmeltier的名字來源是德語土撥鼠之意。
擴充武器套件（Plus）
輕武器型MMS Zelnogrard（配音員：白石涼子）
- 人物設計：柳瀬敬之
- 基礎色：灰色

與第四彈同樣是由柳瀬敬之負責設計。與Fortbragg的設計方向正好相反。這次的擴充武器套件附贈了單色素體，因此價格與完整套件一樣。
Zelnogrard（ゼルノグラード）的名字來源是俄羅斯羅斯托夫州的捷諾格拉斯基市（Зерноградский）。

#### 第九彈
於2008年7月10日發售。
完整套件
獨角仙型MMS 蘭沙梅特（配音員：津田美波）
鍬形蟲型MMS 艾斯帕蒂雅
- 人物設計：
- 基礎色：朱紅色／群青色

第九彈完整套件是由設計。全身覆蓋著重裝甲，像機器人一樣使用偽裝，除此之外獨角仙型與鍬形蟲型的武裝可以互相交換，在第六彈開始採用了互相合體系統，可以將雙方的武裝變成人型機器人。
Lancamento的名字来源是西班牙語發射（Lançamento）之意；而Espadia的名字来源是西班牙語劍（Espada）之意。

#### 第十彈
於2008年11月20日發售。
完整套件
蝙蝠型MMS 薇斯貝莉歐
蠍子型MMS 葛拉菲歐斯
- 人物設計：間垣亮太

#### 二週年紀念
2008年12月4日發售。
完整套件
天使型MMS 安瓦爾 第二批生產型
惡魔型MMS 史特拉芙bis
- 人物設計：

#### 第十一彈
2010年5月27日發售。
完整套件
女武神型MMS 雅爾特艾涅絲
女武神型MMS 雅爾特萊寧
- 官網限定 第10彈 重塗裝版 女武神型 雅爾特艾涅絲 (ALTINES)
- 官網限定 第10彈 重塗裝版 女武神型 雅爾特萊寧 (ALTLEN)

#### 第十二彈
2010年9月30日發售。
完整套件
小提琴型MMS 沙羅檀
電吉他型MMS ベイビーラズ
- 人物設計：CHOCO
- 素體版本：Ver. 3

價格6,825日圓
首次使用樂器作為主題，並配合透明零件裝載了LED發光組件。

#### 第十三彈
2010年12月16日發售。
完整套件
山貓型MMS アーティル
鷲型MMS ラプティアス

#### 第十四彈
2011年1月27日發售。
完整套件
章魚型MMS マリーセレス
人馬型MMS プロキシマ

#### 官網限定 第十一彈
2012年3月15日發售。
重塗裝版 アーンヴァルMk.2 テンペスタ
重塗裝版 ストラーフMk.2 ラヴィーナ

### 輕武裝系列

#### 輕武裝第一彈
於2008年10月4日發售。
天使突擊型MMS 薇克斯特拉
惡魔夢魔型MMS 芭蘿娜
- 人物設計：

#### 輕武裝第二彈
於2008年10月30日發售。
護士型MMS 布蘭朵菲莎
修女型MMS 哈蒙妮葛蕾斯
- 人物設計：

#### 輕武裝第三彈
於2008年8月30日發售原型版。
雪貂型MMS 帕蒂歐
栗鼠型MMS 波莫可
- 人物設計：BLADE
- 基礎色：米黃色／褐色
- 素體版本：Ver. 3

#### 輕武裝第四彈
於2010年2月25日發售。
筷子型MMS こひる
湯匙型MMS メリエンダ

#### 輕武裝第五彈
於2010年10月28日發售。
三頭犬型MMS 卡布莉奴
九尾狐型MMS 蓮華

#### 輕武裝第六彈
於2011年2月24日發售。
劍士型MMS オールベルン
劍士型MMS ジールベルン

## 武裝神姬以外的MMS模型
2007年12月13日發售
- 天元突破 紅蓮螺巖 優子 on MMS

2008年1月31日發售
- 天翔少女
櫻野音羽
園宮可憐
一條瑛花

- OTOMEDIUS
空羽亞乃亞（オトメディウス　空羽　亜乃亜　on MMS）
Ery Tron（オトメディウス　エリュー・トロン　on MMS）

2008年4月5日發售
- 「Special Operations Lady」
  - SWAT（Special Operations Lady SWAT）
  - DELTA（Special Operations Lady DELTA）

2008年5月15日發售
- 天翔少女
艾莉婕（スカイガールズ　エリーゼ　on MMS）
阿依夏（スカイガールズ　アイーシャ　on MMS）

於2008年9月12日發售
- 問答魔法學院
露琪亞（クイズマジックアカデミー　ルキア on MMS）
夏蓉
百合

於2009年3月26日，「旋風管家」PSP用遊戲豪華版附贈
- 旋風管家
三千院凪（武装神姫ナギ）

## 多媒體的展開

### 漫畫
- 數位漫畫《武裝神姬 Forget-me-not》
  - 作畫：和錆

於2007年4月20日開始以數位方式連載。
時間設定為2036年前後。
主要登場的神姬皆為完全原創。
- 《武裝神姬 2036》
  - 作畫：BLADE

於電擊HOBBYMAGAZINE2007年6月號（4月25日發售）開始連載。
擁有BLADE作品的風格，強調搞笑為主。每一個神姬的主人的名字皆與原人物設計師的名字相似。

### 網路廣播
- 武裝神姬 RADIO RONDO
主持人：阿澄佳奈、喜多村英梨
播放日期：2007年4月26日－2007年11月1日（全26回）

每週四由「i-revo」網站放送。
網路廣播網站音泉延遲一週播放。

### 小說
- KONAMI NOVELS《武裝神姬always together》（武装神姫always together）ISBN 9784861551802
作者：
- 插畫：OKAMA

發售日：2007年7月27日
由擔任插畫的OKAMA設計的種型MMS「Juvisy」為女主角的故事。

### 雜誌式書籍
- 武裝神姬Master Book（武装神姫マスターズブック）ISBN 978-4-86155-179-6

出版：科樂美數位娛樂
介紹至2007年8月為止發售的武裝神姬模型以及網路遊戲的情報的書籍。以及各零件的基本的設定與BATTLE RONDO的資料等等。附錄收錄了DIORAMA STUDIO與BATTLE RONDO的客戶端的安裝DVD-ROM以及遊戲虛擬道具「護士組合」的序號。

### 遊戲

#### 網路遊戲
2006年10月16日開始，網路遊戲服務「神姬NET」啟用，分為兩者不同類型的遊戲。可以製作3D的場景的「武裝神姬DIORAMA STUDIO」，以及在2007年4月23日開始啟用的育成模擬戰鬥線上遊戲「武裝神姬BATTLE RONDO」。
客戶端軟體的下載以及基本服務費用免費，任何人擁有或申請KONAMI ID以及Windows作業系統皆可使用。素體與武裝的虛擬道具可以藉由購買人物模型附贈的序號，或是使用信用卡或WebMoney購買「神姬點數」再經由「神姬商店」來取得。
本作已于2011年10月31日停止运营。

##### 線上版限定MMS
配音員為「武裝神姬 BATTLE RONDO」的擔任配音員。
- 忍者型MMS 吹雪（配音員：福井裕佳梨）

線上服務免費提供的MMS，為線上神姬一周年紀念，並將在2008年6月25日前獲得4000份訂單的情況下於同年12月26日發售其MMS商品。素體的腰部更加纖細化並附屬多種小道具。由於人氣高，而延長限定時間，並推出黑翼套裝。同時發售一同屬忍者型的瑞木型神姬，與吹雪型的黑翼對應，配套了白翼。
與其他神姬不一樣的地方在DIORAMA STUDIO並無法做出任何表情。

##### 主題曲
片頭曲1：「I WILL FOLLOW YOU」
歌：阿澄佳奈＆茅原實里，作詞、作曲、編曲：後田信二
片頭曲2：「Into the Shining World」
歌：加藤英美里＆井上麻里奈，作詞、作曲、編曲：鈴木亞由美

#### 掌机游戏
武裝神姬 Battle Masters
- 平台：PSP
- 發售日期：2010年7月15日
- 開發商：Konami

武裝神姬 BATTLE MASTERS Mk.2
- 平台：PSP
- 發售日期：2011年9月22日
- 開發商：Konami

## OVA
武装神姬 月下天使
短篇动画，全10话。世界觀是以PSP遊戲「武裝神姬戰鬥大師MK-2」為原型的武裝神姬。作为PSP游戏《武裝神姬 BATTLE MASTERS Mk.2》的DLC发布，第一话可以在官网免费收看。劇情為原創故事，每話約為3至5分鐘。
2012年3月15日发售了BD和DVD，附属商品为“安瓦尔Mk.2头部饰件”。

### 故事內容
前線系天使型安瓦爾Mk.2因某種原因逃離，與追趕而至的惡魔型史特拉芙Mk.2戰鬥，並遭擊中核心設置晶片而損壞，停止運作的天使型安瓦爾Mk.2被一名叫翼的少年拾得修復，並被命名為「輝夜」（月亮女神），而翼因此捲入一個大陰謀……
而另一邊廂，02為了尋找丟失的輝夜，在暗地裏大肆捕獵安瓦爾型神姬。之後，輝夜在一次比賽中軍用系統失控重創了對手的神姬，而被認定為狩獵神姬的兇手而遭到圍捕。在單獨逃亡的過程中，偶然遇到02的輝夜從其口中得知了自己暴走的原因和身世，為了不連累自己的主人，輝夜決定回到研究所。
丟失了輝夜的翼，也在盲目的尋找中，從附近神姬商店的店長「健」的口中得知了真相，並決心拯救輝夜，挽回過錯。回到了研究所的輝夜，在實驗過程中再度暴走，而突入研究所的翼和健找到失控的輝夜，翼不顧安危，阻止了輝夜的行動，並且將自己無法拯救輝夜的悔恨，和發誓會一直保護輝夜的決心告訴了失控的輝夜。
在被帶上主人親手製作的防具一剎那，輝夜終於恢復了正常，並擊敗了失控的大型神姬雅典娜，救出因為被拋棄而決意自毀的02。眾人逃出了毀壞的研究所，再次回到了日常的生活。

### 登場角色
翼（聲：井上麻里奈）
本作男主角，剛剛轉校的小學生，在回家途中發現墜落後機能停止的Frontline系天使型安瓦爾Mk.2（輝夜），拾起輝夜後將她修復，並開始和她共同生活。
01 / 輝夜（月亮女神）（聲：阿澄佳奈）
從研究所逃脫的神姬，逃離的時候，與前來追擊的02戰鬥，遭02擊中CSC（Core Setup Chip / 核心設置晶片）跌落到了市區。被翼拾到修復，因記憶功能受損而失去了記憶，並且取名「輝夜」。其真正身份是擁有擬神姬外貌的軍用機械人TIPE-01。暴走失控時身體會變成黑色。
02（聲：茅原實里）
研究員的指令下，要捉回逃離的輝夜，是自主戰鬥型神姬，在雅典娜暴走時決定成為雅典娜的核心，阻止雅典娜失控，其後被輝夜救出，與翼和輝夜一起生活着。
雅典娜（聲：井上麻里奈）
泛用人形兵器。真人大小的神姬，原設計由02和01控制，因研發時發生事故，未完成的雅典娜處於失控狀態，並進行無差別攻擊，最後被輝夜擊毀。
健先生（聲：杉田智和）
模型店的店員。過去曾參與研究所的工程師，因知道神姬被轉移到軍事用途而退出研究所。
火器型朵芙布萊克（聲：白石涼子）
輝夜初次對戰的對手。被失控的輝夜破壞而機能停止。
火器型朵芙布萊克的主人（聲：浜添伸也）
小翼的第一個對手。

### 主题曲
片頭曲

塡詞：真下裕子，作曲、編曲：真下正樹，主唱：MIQ
（BD中作为插入曲）
塡詞、作曲、編曲：Re;versible，主唱：実谷なな
片尾曲
塡詞：mitsu，作曲、編曲：大貫和紀、堀田星司，主唱：KEI

## 電視動畫
2012年10月4日起於TBS系列開始播映。與OVA動畫並沒有銜接。跟本系列其他作品不同，基本上是以神姬為中心的故事人類很少登場。

### 登場角色
安瓦爾（声：阿澄佳奈）
本作主要女主角，暱稱「安」。從小就跟主角在一起，因此常有與主人是青梅竹馬的語氣，這點常被愛涅斯感到些許不滿。有優等生的性格，但有時還是會失誤。由於資歷最深，是理人的神姬們的大姐頭。
由於與主人相處最久且因主人不喜歡戰鬥，變成自己也不喜歡戰鬥的性格，凡事盡可能和平解決，但其實本身戰鬥技術卻很強。
在第六話出現的所有職業空姐神姬都是自己的同型機，在沒穿制服的情況下完全無法辨認誰是誰，不過主人單憑感覺即可辨認。
愛涅斯（聲：水橋香織）
本作女主角之一，傲嬌屬性，喜歡主人。但每次主人對安好總是只有忌妒的份，是屬四人中個性最正常的，也是吐槽的角色。由於性格沒什麼突出，因此經常只是配角。
跟麗妮被設定為姊妹關係，戰鬥技術不錯。
麗妮（聲：中島愛）
本作女主角之一，有點天然呆，對大家都很關心，裁縫技術很厲害，閒暇或舉辦活動時會穿自己做的衣服，也會讓姐妹們穿上。不過不知是否因為性格問題導致做家務常笨手笨腳的搞砸工作，但主人卻從不對此發怒而常招來愛涅斯忌妒。胸部最大但比起三位來說戰鬥技術很差，幾乎只要打起架來就只有輸的份。
雖說如此，但生氣時卻很厲害，跟愛涅斯被設定為姊妹關係，自認為是姐姐。
雛（聲：茅原實里）
本作女主角之一，主角第四個也是最後加入的神姬，由父親所送。
陰沉個性，也帶點傲嬌屬性，對於戰鬥以外都不太感興趣，經常獨來獨往，戰鬥技術非一般的強。由於本身熱衷關於戰鬥事項，因此野外求生和觀察力都很強，但卻因為如此很愛逞強。
討厭被其他神姬叫原名，覺得主人才能叫原名，神姬們一般都叫她作史特拉芙，只有愛涅斯時而堅持叫原名，惹來雛不滿。由於自己非常喜歡戰鬥（連被問什麼生日禮物時，說的都是武裝配件。平日空閒時幾乎都在整備武器。），但主人卻對戰鬥反感，而感到有些失望。
實際上是在一個活動中，主角父親幸運抽中超稀有的測試機種，因為測試機種，似乎擁有和一般史特拉芙型不同的機能（例如記憶防重置保護），但目前並不確定。
在第十一話中出現與自己的同型機維多利亞，該神姬去年在世界神姬比賽打敗庫拉拉成為冠軍。
理比理人（聲：水島大宙）
本作男主角，四個神姬的主人，長相平凡性情溫和的高中生。把神姬視同自己的親人或情人看待，對於战斗反感，怕會損傷到她們而沒有讓自己神姬參加神姬比賽。
（但故事中神姬們總是碰到事情而戰鬥）
目前高中生但由於打工跟上學，出場次數少。由於很容易睡過頭，所以早上經常很匆忙。
庫拉拉（聲：加藤英美里）
住在理人家附近的優克蘭緹型神姬，是去年在世界神姬比賽的亞軍，在住家附近的公園巧遇追趕主人信件的安她們，因某些誤會導致雙方開打，在庫拉拉被安壓制後被麗妮強制終止對戰，從而認識，之後成為朋友。理人家的神姬不時也會找她出來玩。
由於神姬竊盜事件頻繁而自發在夜間出外巡邏，也非常喜歡自己的主人。根據動畫顯示其主人應該是女性。
小玉（聲：橋本麻衣）
住在理人家附近的貓型神姬，而與波奇一起如同姐妹般，兩人十分喜歡聯手惡作劇。
波奇（聲：喜多村英梨）
住在理人家附近的犬型神姬，而與小玉一起如同姐妹般，兩人十分喜歡聯手惡作劇。
雅可（聲：堀江由衣）
在神姬竊盜事件中被盜賊啟動用來阻止雛與庫拉拉追捕的高速載具型神姬，和依妲相比起來雅可較為激動，起初不知道啟動他們的正是神姬竊盜而與雛她們開打，後得知實情後決定與她們化敵為友之後就和依妲一起去旅行尋找自己的真正主人。
依妲（聲：田村由香里）
在神姬竊盜事件中被盜賊啟動用來阻止雛與庫拉拉追捕的高機動載具型神姬，和雅可相比起來依妲較為冷靜，起初不知道啟動他們的正是神姬竊盜而與雛她們開打，後得知實情後決定與她們化敵為友之後就和雅可一起去旅行尋找自己的真正主人。
瑪莉·瀧川·賽蕾絲（聲：桑谷夏子）
在神姬自辦賽車《神姬-1格蘭披治大賽》中擔任實況解說的賽蓮型神姬。
伊安（聲：井上麻里奈）
在神姬自辦賽車《神姬-1格蘭披治大賽》中擔任特約評論與大會執行委員長的人魚型神姬，性情隨和（甚至有些隨便）。
Zelnogrard（聲：白石涼子）
輕武器型神姬，其主人是基地裡的自衛官。由於主人時常有任務的關係而不在，所以便在附近的山裡紮營並執行保護山區的任務。在安等人誤闖鐵路廢線受困時協助擊退狼群並讓她們在營裡充電。
後來不知為何像安她們一樣在山裡迷路而搞到沒電的神姬越來越多，因此常扮演救難義工，蕗也是被其救的神姬之一。
蕗（聲：福井裕佳梨）
帶著黑狐面具的忍者型神姬吹雪，裝備上黑翼套裝，在安她們講鬼故事的過程中忽然無聲無息的現身，是理人鄰居的神姬。一年前因不小心把主人的髮髻弄丟而被激怒拋棄，為了找回髮髻結果導致在山裡電力耗盡，所幸被Zelnogrard所救。為了修好受損的髮髻而潛進理人家求助，事後成功會到主人身邊，其主人也對此感到抱歉。然而，理人在此之前並未與此鄰居見過面，而公寓管理人表示該房現今未出租給任何人，根據蕗表示，她主人並非租住而是依附在那房間，後來租住該房的人見到她主人便嚇跑掉，理人與安她們聽到此消息後不禁大打寒顫，莫非蕗的主人是……。
奧爾貝爾（聲：悠木碧）
野生的剣士型神姬，其主人似乎已死亡，為避免遭工廠重置喪失主人的記憶而逃離到公園下水道與其他野生神姬生活。似乎主人生前相當關愛，故把主人過去美好的記憶視為一切，與其他因某些因由而無法與主人生活，卻不想被送回工廠去的神姬在公園地下建立一個屬於野生神姬的樂園王國。克勞迪侵占該地後，奧爾貝爾率領其他成功脫離掌控的神姬組成奪回地底王國的解放軍，並成為該軍的領袖。在麗妮的協助下成功打敗克勞迪及其部下奪回王國。與波奇和小玉是好朋友。
吉爾（聲：竹達彩奈）
野生的剣士型神姬，其主人似乎已死亡，為避免遭工廠重置喪失主人的記憶而逃離到公園下水道與其他野生神姬生活。似乎主人生前相當關愛，故把主人過去美好的記憶視為一切，與其他因某些因由而無法與主人生活，卻不想被送回工廠去的神姬在公園地下建立一個屬於野生神姬的樂園王國。克勞迪侵占該地後，跟隨奧爾貝爾與其他成功脫離掌控的神姬組成奪回地底王國的解放軍，並成為該軍的軍師之一。在麗妮的協助下成功打敗克勞迪及其部下奪回王國。與波奇和小玉是好朋友。
世瑠乃（聲：白石涼子）
野生的火器型神姬，與Zelnogrard是同型機，其主人似乎已死亡，為避免遭工廠重置喪失主人的記憶而逃離到公園下水道與其他野生神姬生活。似乎主人生前相當關愛，故把主人過去美好的記憶視為一切，與其他因某些因由而無法與主人生活，卻不想被送回工廠去的神姬在公園地下建立一個屬於野生神姬的樂園王國。克勞迪侵占該地後，跟隨奧爾貝爾與其他成功脫離掌控的神姬組成奪回地底王國的解放軍，並成為該軍的軍師之一。在麗妮的協助下成功打敗克勞迪及其部下奪回王國。
克勞迪（聲：加藤英美里）
野生的優克蘭緹型神姬，與庫拉拉是同型機，和奧爾貝爾等人不同，是遭主人狠心拋棄，因此反而痛恨主人甚至人類，對主人(Master)一詞相當反感，絕不可在其面前提到。個性相當殘暴，率領其他同樣經歷和想法的神姬占領公園地下的王國並勞改不服從或外來的神姬，在識破解放軍的攻略之後，更以解放軍同伴的性命威脅奧爾貝爾和吉爾，要她們互相殘殺。最後與部下遭麗妮和奧爾貝爾等人擊敗。
アクアーク（聲：堀江由衣）
野生的高速載具型神姬，與雅可是同型機，克勞迪的部下。
ワルイーダ（聲：田村由香里）
野生的高機動載具型神姬，與依妲是同型機，克勞迪的部下。
津軽（聲：釘宮理惠）
聖誕型的神姬，在平安夜召併了安來工作，十分之喜愛聖誕。
維多利亞（聲：茅原實里）
與雛是同型機，是去年及今年在世界神姬比賽冠軍，有壓倒庫拉拉的實力。
在第十二話中不敵使用安的武裝既雛。
伊莉絲（聲：豊崎愛生）
神堂所有的神姬之一。
神堂（聲：神谷浩史）
神姬收藏家，家中的神姬基本上每類都有3部，都分為保全、戰鬥及觀賞用，會為神姬做不同的設施(不視覺化組件)，為了得到想要的神姬，就會不擇手段地去得到，為了得到雛而偽造文件給理人等人認為雛不是理人的神姬後來更改造雛來令其成為自己的神姬，最終被警察拘捕。
雛在其家時的名稱是蘿莎。

### 用語
職業神姬
與一般作為玩物的神姬不同，她們是為了某種職業而開發製造的機種。雖然也擁有戰鬥能力，但主要功能為從事專門的職業，原廠程式裡頭已經搭載了相關職業所需的知識和技能。在聘請神姬打工的時候通常會被優先考慮。
野生神姬
因為一些因素突然失去主人的神姬（例如意外死亡、他殺、自殺、被拋棄），會被製作工廠帶回。
消去全部的記憶，在中古商店販賣，為了不想失去與主人回憶的神姬會逃離工廠收回，而逃離到野外。在下水道中有一部份野生的神姬，住在一起。

### 製作人員
- 原作：Konami Digital Entertainment
- 導演：菊地康仁
- 系列構成·腳本：横谷昌宏
- 角色設計：岸田隆宏、江畑諒真
- 總作畫監督：江畑諒真
- 音樂：織田哲郎
- 動畫製作：8bit

### 主題歌
片頭曲
「Install×Dream」
作詞：azusa  作曲、編曲：織田哲郎
歌：安（阿澄佳奈）、雛（茅原實里）、愛涅斯（水橋香織）、麗妮（中島愛）（第1～7&12话）
安（阿澄佳奈）（8话）
麗妮（中島愛）（9话）
愛涅斯（水橋香織）（10话）
雛（茅原實里）（11话）
片尾曲
「太陽的暗號」（太陽のサイン）
作詞、作曲、編曲、歌：azusa
插入曲

作詞：azusa，作曲、編曲：織田哲郎，歌：安（阿澄佳奈）、雛（茅原實里）、愛涅斯（水橋香織）、麗妮（中島愛）
「sweet dream」
作詞、作曲、編曲、歌：azusa

作詞：azusa，作曲、編曲：織田哲郎，歌：麗妮（中島愛）

### 各話列表
| 話數      | 標題                       | 劇本     | 分鏡              | 演出     | 作畫監督               |
| --------- | -------------------------- | -------- | ----------------- | -------- | ---------------------- |
| Episode01 | 發現最重要的東西了。       | 横谷昌宏 | 菊地康仁          | 大野和壽 | 江畑諒真               |
| Episode02 | 隱藏口味是硝煙的香味       | 横谷昌宏 | 菊地康仁          | 祝浩司   | 江森真理子             |
| Episode03 | 激戰！戰鬥機器             | 横谷昌宏 | 福田直生          | 江上潔   | 梶浦紳一郎 實原登      |
| Episode04 | 是賽車唷！繞公園一圈       | 横谷昌宏 | 寺東克己          | 登坂晋   | 高橋裕一 原修一        |
| Episode05 | 海邊的泳裝裝甲             | 横谷昌宏 | 祝浩司            | 川越崇弘 | 徳倉榮一 山村俊了      |
| Episode06 | 請注意！本機飛往地獄       | 横谷昌宏 | 福田道生          | 大野和壽 | 丸藤廣貴 大原大        |
| Episode07 | 拜訪者隨著落雨聲…          | 市庭絲   | 祝浩司            | 根岸宏樹 | 西岡夕樹               |
| Episode08 | 某天在某處                 | 竹内利光 | 松田清            | 松田清   | 櫻井正明               |
| Episode09 | 麗妮的地下帝國戰鬥         | 市庭絲   | 寺東克己          | 森義博   | 小森利充 實腹登        |
| Episode10 | 將聖誕歌曲獻給你           | 竹內利光 | 松井仁之          | 花井宏和 | 山本真嗣               |
| Episode11 | 今夜決定！最強神姬是誰！？ | 横谷昌宏 | 祝浩司            | 祝浩司   | 關口雅浩               |
| Episode12 | 不說再見                   | 横谷昌宏 | 山本裕介 菊地康仁 | 米田光宏 | 入江篤 西岡夕樹 原修一 |
| Episode13 | 裝載 x 夢想                | 横谷昌宏 | 寺東克己          | 川越崇弘 | 關口雅浩               |

- 第13話收錄於Blu-ray/DVD第7卷。

### Blu-ray / DVD
| 卷 | 發售日         | 收錄話          | 產品編號   | 產品編號   |
| 卷 | 發售日         | 收錄話          | Blu-ray    | DVD        |
| -- | -------------- | --------------- | ---------- | ---------- |
| 1  | 2012年12月26日 | 第1話 - 第2話   | PCXE-50231 | PCBE-54161 |
| 2  | 2013年1月23日  | 第3話 - 第4話   | PCXE-50232 | PCBE-54162 |
| 3  | 2013年2月20日  | 第5話 - 第6話   | PCXE-50233 | PCBE-54163 |
| 4  | 2013年3月20日  | 第7話 - 第8話   | PCXE-50234 | PCBE-54164 |
| 5  | 2013年4月24日  | 第9話 - 第10話  | PCXE-50235 | PCBE-54165 |
| 6  | 2013年5月29日  | 第11話 - 第12話 | PCXE-50236 | PCBE-54166 |
| 7  | 2013年6月26日  | 第13話          | PCXE-50237 | PCBE-54167 |

### 播放電視台
日本深夜動畫：下文記載的日本国内播放時間使用日本標準時間（UTC+9）表示。因為部分時間标识會採用30小时制，因此請留意这类超过24:00的时间，其實際播放時間為翌日清晨。
| 播放地區   | 播放電視台   | 播放日期                       | 播放時間（UTC+9）          | 所屬聯播網       | 備註                                |
| ---------- | ------------ | ------------------------------ | -------------------------- | ---------------- | ----------------------------------- |
| 關東廣域圈 | TBS電視台    | 2012年10月4日 - 12月20日       | 星期四 25時55分 - 26時25分 | TBS系列          | 制作局 TBS電視台星期四深夜動畫第2部 |
| 近畿廣域圈 | 每日放送     | 2012年10月11日 - 12月27日      | 星期四 26時30分 - 27時00分 | TBS系列          | 每日放送星期四深夜動畫第3部         |
| 中京廣域圈 | 中部日本放送 | 2012年10月11日 - 12月27日      | 星期四 26時30分 - 27時00分 | TBS系列          | 時段                                |
| 日本全國   | BS-TBS       | 2012年10月20日 - 2013年1月12日 | 星期六 25時30分 - 26時00分 | TBS系列 衛星電視 | 製作協力                            |

| 日本 TBS電視台 TBS電視台星期四深夜動畫第2部 星期四25:55—26:25節目 | 日本 TBS電視台 TBS電視台星期四深夜動畫第2部 星期四25:55—26:25節目 | 日本 TBS電視台 TBS電視台星期四深夜動畫第2部 星期四25:55—26:25節目 |
| ----------------------------------------------------------------- | ----------------------------------------------------------------- | ----------------------------------------------------------------- |
|                                                                   | 武裝神姬 （2012年10月4日—12月20日）                               |                                                                   |
| 其中1個是妹妹！                                                   | 我的朋友很少NEXT                                                  |                                                                   |